# Tanjung Seru
Tanjung Seru is een bestuurslaag in het regentschap Seluma van de provincie Bengkulu, Indonesië. Tanjung Seru telt 586 inwoners (volkstelling 2010).